# Crane (Texas)
Crane és una població dels Estats Units a l'estat de Texas. Segons el cens del 2000 tenia 3.191 habitants.

## Demografia
Segons el cens del 2000, Crane tenia 3.191 habitants, 1.096 habitatges, i 865 famílies. La densitat de població era de 1.207,9 habitants/km².
Dels 1.096 habitatges en un 43,8% hi vivien nens de menys de 18 anys, en un 66% hi vivien parelles casades, en un 8,9% dones solteres, i en un 21% no eren unitats familiars. En el 19,3% dels habitatges hi vivien persones soles el 10,4% de les quals corresponia a persones de 65 anys o més que vivien soles. El nombre mitjà de persones vivint en cada habitatge era de 2,9 i el nombre mitjà de persones que vivien en cada família era de 3,35.
Per edats la població es repartia de la següent manera: un 32,6% tenia menys de 18 anys, un 7,8% entre 18 i 24, un 27,4% entre 25 i 44, un 21,5% de 45 a 60 i un 10,7% 65 anys o més.
L'edat mediana era de 33 anys. Per cada 100 dones de 18 o més anys hi havia 89,3 homes.
La renda mediana per habitatge era de 31.774 $ i la renda mediana per família de 36.386 $. Els homes tenien una renda mediana de 32.250 $ mentre que les dones 18.086 $. La renda per capita de la població era de 12.776 $. Aproximadament el 13% de les famílies i el 13,1% de la població estaven per davall del llindar de pobresa.

## Poblacions més properes
El següent diagrama mostra les poblacions més properes.